# ستورلا فاجيرهاوج
ستورلا فاجيرهاوج (بالنرويجية البوكمول: Sturla Fagerhaug)‏ مواليد 6 نوفمبر 1991 في النرويج، هو متسابق دراجات نارية نرويجي سابق. نافس في سباقات بطولة العالم لفئة 125 سي سي.

## النتائج

### حسب الموسم
| الموسم | الفئة     | الدراجة  | السباق | الفوز | المنصة | الإنطلاق | أسرع لفة | النقاط | الترتيب |
| ------ | --------- | -------- | ------ | ----- | ------ | -------- | -------- | ------ | ------- |
| 2009   | 125 سي سي | كي تي إم | 4      | 0     | 0      | 0        | 0        | 0      | ن.غ.م   |
| 2010   | 125 سي سي | أبريليا  | 16     | 0     | 0      | 0        | 0        | 12     | 21      |
| 2011   | 125 سي سي | أبريليا  | 13     | 0     | 0      | 0        | 0        | 1      | 34      |
| إجمالي |           |          | 33     | 0     | 0      | 0        | 0        | 13     |         |

### السباقات حسب السنة
| السنة | الفئة     | الدراجة  | 1      | 2            | 3        | 4            | 5           | 6             | 7             | 8            | 9          | 10      | 11              | 12              | 13           | 14           | 15          | 16            | 17          | مركز  | النقاط |
| ----- | --------- | -------- | ------ | ------------ | -------- | ------------ | ----------- | ------------- | ------------- | ------------ | ---------- | ------- | --------------- | --------------- | ------------ | ------------ | ----------- | ------------- | ----------- | ----- | ------ |
| 2009  | 125 سي سي | كي تي إم | قطر    | اليابان      | إسبانيا  | فرنسا ل.ين   | إيطاليا     | كتالونيا 22   | هولندا        | ألمانيا      | بريطانيا   | تشيك    | إنديانا         | سان مارينو      | البرتغال 19  | أستراليا     | ماليزيا     | بلنسية ل.ين   |             | ن.غ.م | 0      |
| 2010  | 125 سي سي | أبريليا  | قطر 18 | إسبانيا ل.ين | فرنسا 20 | إيطاليا ل.ين | بريطانيا 18 | هولندا 17     | كتالونيا ل.ين | ألمانيا 9    | تشيك 20    | إنديانا | سان مارينو ل.ين | أرغون 15        | اليابان ل.ين | ماليزيا ل.ين | أستراليا 12 | البرتغال ل.ين | بلنسية ل.ين | 21    | 12     |
| 2011  | 125 سي سي | أبريليا  | قطر    | إسبانيا      | البرتغال | فرنسا        | كتالونيا 19 | بريطانيا ل.ين | هولندا 31     | إيطاليا ل.ين | ألمانيا 21 | تشيك 16 | إنديانا ل.ين    | سان مارينو ل.ين | أرغون 16     | اليابان 18   | أستراليا 15 | ماليزيا 19    | بلنسية 16   | 34    | 1      |

## روابط خارجية
- ستورلا فاجيرهاوج على موقع MotoGP.com (الإنجليزية)